# Mandos salar
Mandos salar är i J R R Tolkiens mytologi i Silmarillion ett dödsrike för alver, som förestods av Mandos, en av valarna. Mandos salar tycks stå i nära anslutning till Valinor.
Även människor kom till Mandos salar, men de stannade endast där tillfälligt innan de färdades iväg till något annat okänt dödsrike.